# ويزلي باتشيكو غوميز
ويزلي باتشيكو غوميز (24 أبريل 1990 في البرازيل - ) هو لاعب كرة قدم برازيلي في مركز الهجوم. لعب مع غريميو بورتو أليغرينزي ونادي غوياس وجريميو نوفوريزونتينو وإسبورتي بيلوتاس ‏ وEsporte Clube Cruzeiro ‏ وريد بول برازيل ونادي نوفو هامبورغو.

## وصلات خارجية
- ويزلي باتشيكو غوميز على موقع قاعدة بيانات كرة القدم.إي يو (الإنجليزية)
- ويزلي باتشيكو غوميز على موقع Soccerway.com (الإنجليزية)